# Limax dacampi
Limax dacampi (nach anderen Autoren Limax dacampoi) ist eine Nacktschnecken-Art aus der Familie der Schnegel (Limacidae) in der Unterordnung der Landlungenschnecken (Stylommatophora). Im bisherigen Umfang ist es ein etwas problematisches Taxon, wahrscheinlich handelt es sich eher um einen Artkomplex nahe verwandter Arten. Die Art wurde erst vor kurzem am Locus typicus in der Nähe von Garda (Gardasee, Italien) wieder aufgefunden und das Kopulationsverhalten dokumentiert.

## Merkmale
Limax dacampi wird ausgestreckt bis etwa 20 cm lang. Der Körper ist rötlich gefärbt mit zwei schwarzen Binden längs der Mittellinie oder mit dunklen Flecken auf dem Rücken. Der Mantelschild ist deutlich dunkler mit konzentrischen feinen Furchen; er nimmt etwa ¼ der Körperlänge ein. Das Atemloch sitzt in der hinteren Hälfte des Mantelschildes; es ist dunkler umrandet. Vorder- und Hinterende des Mantelschildes laufen keilförmig aus. Das hintere Körperende ist ebenfalls keilförmig mit einem schwach ausgeprägten Kiel. Die in Längsrichtung dreigeteilte Sohle weist ein weißliches Mittelfeld und graue Seitenfelder auf. Der Kopf und die Fühler sind grau gefärbt.

### Ähnliche Arten
Andrzej Wiktor betrachtete das Taxon in seiner umfassenden Arbeit Die Nacktschnecken Polens als jüngeres Synonym des Schwarzen Schnegels (Limax cinereoniger), eine Ansicht, die er, mit einem Fragezeichen versehen, auch 1996 aufrechterhielt. Die dreigeteilte Fußsohle ist bei beiden Arten sehr ähnlich. Das Kopulationsverhalten von Limax dacampi ist dagegen in den Grundzügen vergleichbar mit dem des Tigerschnegels (Limax maximus), zeigt jedoch auch ganz eigene Komponenten. Diese Art hat eine einfarbige helle Fußsohle. Damit ist Limax dacampi definitiv kein Synonym von Limax cinereoniger und auch nicht von Limax maximus, sondern eine eigenständige Art.

## Geographische Verbreitung und Lebensraum
Das Verbreitungsgebiet erstreckt sich nach der bisherigen (weiten) Auffassung der Art über Norditalien und reicht bis in die südliche Schweiz hinein (südlicher Teil des Kantons Tessin).
Die Art wurde in einer ganzen Reihe von Habitaten gefunden. Sie lebt in feuchten und schattigen Wäldern und Buschland.

## Lebensweise
Über die Lebensweise ist wenig bekannt. Vor kurzem konnte das Kopulationsverhalten am Locus typicus dokumentiert werden, das einige überraschende Komponenten enthielt.
Nach einer bis einstündigen Verfolgung eines paarungsbereiten Tieres durch ein anderes, beginnt das Vorspiel mit der Umschlingung der Körper und der Ausbildung eines Schleimflecks (Dauer etwa 11 Minuten). Die Partner belecken sich nun intensiv gegenseitig und die Umschlingung wird enger. Anschließend berühren sich die Mundteile kussartig („il bacio“) (Dauer etwa 10 Minuten). Die Genitalfelder wölben sich vor und berühren sich. Bereits vor der Ausstülpung der Penes ist die Spermamasse (weizenkornartige, kompakte Masse, auch Spermatophore genannt) in der Genitalöffnung sichtbar (Dauer etwa 5 Minuten). Die ineinanderverschlungenen Körper lösen sich unter Drehbewegungen und weiterer Schleimabsonderung von der Unterlage und ein bis etwa 20 cm langer, kräftiger Schleimfaden wird gebildet, an dem die beiden Partner nun kopfüber hängen. Nur wenige Minuten später werden die Penes gleichzeitig ausgestülpt, die Spermatophoren (je eine) befinden sich bereits nahe den Spitzen der Penes. Die Penes umschlingen sich im unteren Teil spiralig. Dabei befinden sich die Penisbasen relativ weit auseinander. Sie stehen bis zum Punkt der Umwicklung spitzwinklig zueinander. Die blaue Hämolymphe drückt die Spermatophoren weiter in die Spitzen und die sog. Peniskämme werden entfaltet; sie sind zunächst noch angelegt. Der untere Teil des Penis verkürzt sich etwas und verdickt sich scheinbar zu einer Birnenform. Die Peniskämme entfalten sich nun voll und stehen ab; sie geben dem Gebilde nun eine Lampenform („Hutstadium“). Alles vollzieht sich in wenigen Minuten. Nun beginnt der Austausch der Spermapakete, sie werden an Drüsenfeldern am Penis des jeweiligen anderen Tieres angeheftet. Dies dauert weniger als zehn Minuten. Danach beginnt die Trennung und das Einziehen der Penes. Die Spermapakete werden in den Penis eingestülpt und mit den Penes in die Geschlechtsöffnung zurückgezogen. Die Umwicklung der Tiere wird gelöst und es kommt zu einem Nachspiel von etwa 10 Minuten Dauer, bei dem sich die Partner noch einmal intensiv belecken und sich mit den Mundteilen kussartig berühren. Erst danach trennen sich die Tiere endgültig und entfernen sich voneinander.
Gerhardt (1944) schied vier verschiedene grundsätzliche Kopulationstypen bei der Gattung Limax aus; das Kopulationsverhalten stimmt in den Grundzügen überraschenderweise mit dem Typ IV (= maximus-Typ) überein. Überraschend deshalb, weil Limax dacampi früher häufig als Synonym des Schwarzen Schnegels (Limax cinereoniger) aufgefasst wurde, so z. B. Wiktor (1973) und noch Wiktor (1996). Übereinstimmend mit dem Tigerschnegel (Limax maximus) ist die Kopulation an einem Schleimfaden, die bei der Ausstülpung der Penes bereits nahe der Spitze der Penes befindlichen Spermapakete und die Bildung eines „Hutstadiums“ mit aufgestellten und abgespreizten Peniskämmen kurz vor dem Austausch der Spermapakete.
Im Unterschied zur Kopulation beim Tigerschnegel ist der Schleimfaden kürzer und nicht verdreht, Penis und Peniskämme haben eine etwas andere Gestalt und auch die umwundenen Penes unterscheiden sich etwas in der Form. Zudem wurde das Vorspiel mit küssenden Bewegungen der Mundpartien („il bacio“) und das Nachspiel, ebenfalls mit kussartigen Bewegungen der Mundpartien bisher beim Tigerschnegel nicht beobachtet.

## Taxonomie und Nomenklatur
Das Taxon wurde von Luigi Menegazzi als Limax Dacampi (Limax Da-Campii auf S. 62 und auf der Tafel 2, Tafelerklärung) erstmals wissenschaftlich beschrieben. Das Datum der Erstveröffentlichung wird in den einschlägigen Arbeiten unterschiedlich angegeben, meist 1854 oder 1855. Nach dem (Zusatz-)Titel Rapporto letto nella tornata del 14 settembre 1854 trug Luigi Menegazzi die Arbeit auf der Sitzung der Akademie am 14. September 1854 vor. Die Arbeit von L. Menegazzi ist im 32. Band der Memorie dell’ Accademia d’ Agricoltura Commercio ed Arti di Verona in gedruckter Form erschienen; das Titelblatt dieses Bandes trägt die Jahreszahl 1855 in römischen Ziffern. Da das Vortragen einer neuen Art in mündlicher Form keine Publikation im Sinne der Internationalen Regeln für die Zoologische Nomenklatur ist, kann erst der Nachweis in gedruckter Form als Erstpublikation gelten. Somit kann die Arbeit nicht vor 1855 erschienen sein. Selbst dieses Jahr als Erstpublikation ist zweifelhaft, denn im Anschluss an die Arbeit von Menegazzi erscheint in diesem Band der Bericht über die Wahlen zur Accademia d’Agricoltura, Commercio ed Arti di Verona vom 1. Juni 1856, der nahelegt, dass der Band 32 nicht vor Juni 1856 in gedruckter Form erschienen ist. Der Zoologisch-Botanische Verein in Wien erhielt das Werk am 6. August 1856 zum Geschenk.
Derzeit finden sich in der Literatur zwei leicht unterschiedliche Schreibweisen des Artnamens, dacampi und dacampoi. Welche davon die richtige und damit gültige Schreibweise ist, ist auch nach buchstabengetreuer Auslegung der Internationalen Regeln für die Zoologische Nomenklatur nicht einfach zu entscheiden. Die Schreibweise dacampi ist die ursprüngliche Schreibweise, dacampoi dagegen eine emendierte Schreibweise. Nach den Nomenklaturregeln ist ein Artname, der nach einem Mann gebildet wurde, durch Hinzufügen der Endung -i zu bilden. Eine mutmaßlich inkorrekte Bildung des Artnamens, wie sie hier vorliegt, darf/muss aber nur korrigiert werden, wenn eine Derivatio nominis (Namensherkunft) ausdrücklich gegeben worden ist. Durch den Zusatz „Limace del Dacampo“ hinter dem Artnamen ist dies der Fall. Da die Art nach Benedetto Da Campo benannt wurde (siehe auch S.XV, S. 3), lautet der korrekte gebildete Artname daher dacampoi. Bereits Hesse korrigierte den Namen auf diese Weise. Einige Autoren und Websites benutzen tatsächlich diese Schreibweise, während AnimalBase und die Fauna Europaea die ursprüngliche, unkorrigierte Schreibweise beibehalten. Falkner et al. (2008) bezeichnen die Schreibweise dacampoi sogar als einen zu Unrecht emendierten Namen. Sie geben allerdings keine Begründung für diese Feststellung. Luigi Menegazzi benutzte in der Erklärung zur Tafel 2 noch eine zweite ursprüngliche Schreibweise Da-Campii. Diese Schreibweise legt nahe, dass Menegazzi den Namen Da Campo zuerst latinisierte, also zu Da Campius oder zu Da Campus, und daraus die Genitivform des Artnamens bildete. Dann wäre die ursprüngliche Schreibweise dacampi eine korrekte ursprüngliche Schreibweise und somit beizubehalten.
Lessona und Pollonera spalteten die Art in mehrere Unterarten und zahlreiche Varietäten auf.
- Limax dacampi menegazzii Lessona & Pollonera
  - Limax dacampi menegazzii var. amaliaeBettoni
  - Limax dacampi menegazzii var. punctatus Lessona
- Limax dacampi renieri Lessona & Pollonera
  - Limax dacampi renieri var. atratus Bettoni
  - Limax dacampi renieri var. elegans Bettoni
  - Limax dacampi renieri var.sordellii Bettoni
  - Limax dacampi renieri var. nigricans Lessona
  - Limax dacampi renieri var. sulphureus Lessona
  - Limax dacampi renieri var. calderinii Lessona
- Limax dacampi dacampi Menegazzi
  - Limax dacampi dacampi var. typus Bettoni
  - Limax dacampi dacampi var. trilineolatus Bettoni
  - Limax dacampi dacampi var. monolineatus Bettoni
  - Limax dacampi dacampi var. pinii Lessona & Pollonera
  - Limax dacampi dacampi var. fuscus Bettoni
  - Limax dacampi dacampi var. taccanii Pini
  - Limax dacampi dacampi var. gualterii Pini
  - Limax dacampi dacampi var. maculatus Lessona
  - Limax dacampi dacampi var. pallescens Lessona
  - Limax dacampi dacampi var. rufescens Lessona
  - Limax dacampi dacampi var. monocromus Lessona & Pollonera
  - Limax dacampi dacampi var. villae Pini
  - Limax dacampi dacampi var. turatii Pini

Einige dieser Unterarten und Varietäten sind möglicherweise eigenständige Arten (oder Unterarten) innerhalb des Artenkomplex Limax dacampi. Dies muss in Zukunft anhand von Topotyp-Material neu untersucht werden. Manganelli et al. (1995) akzeptieren lediglich noch zwei Unterarten, L. dacampi dacampi, die Nominatunterart und Limax dacampi cruentus Pollonera, 1880. Die Autoren verwenden die emendierte Schreibweise dacampoi.

## Belege

### Online
- AnimalBase - Limax dacampi